# Amt Kremmen
Das Amt Kremmen war ein 1992 gebildetes Amt im Land Brandenburg, in dem sich sechs Gemeinden im damaligen Kreis Oranienburg (heute Landkreis Oberhavel, Brandenburg) zu einem Verwaltungsverbund zusammengeschlossen hatten. Amtssitz war in der Stadt Kremmen. Das Amt Kremmen wurde 2001 mit der Bildung der neuen Stadt Kremmen aufgelöst.

## Geographische Lage
Das Amt Kremmen grenzte im Norden an das Amt Lindow (Mark) und das Amt Löwenberg, im Osten an das Amt Löwenberg und das Amt Oranienburg-Land, im Süden an das Amt Oberkrämer, im Südwesten an das Amt Nauen-Land und im Westen an das Amt Fehrbellin.

## Geschichte
Am 20. Juli 1992 erteilte der Minister des Innern des Landes Brandenburg seine Zustimmung zur Bildung des Amtes Kremmen. Als Zeitpunkt des Zustandekommens des Amtes wurde der 31. Juli 1992 festgelegt. Das Amt hatte seinen Sitz in der Stadt Kremmen und bestand aus sechs Gemeinden im damaligen Kreis Oranienburg:
1. Beetz
2. Flatow
3. Groß-Ziethen
4. Sommerfeld
5. Staffelde
6. Kremmen

Zum 31. Dezember 2001 schlossen sich die Gemeinden Beetz, Flatow, Groß-Ziethen, Sommerfeld, Staffelde und die Stadt Kremmen sowie die Gemeinde Hohenbruch (Amt Oranienburg-Land) zur neuen Stadt Kremmen zusammen. Gleichzeitig wurde das Amt Kremmen aufgelöst.

## Belege
1. ↑  Bildung der Ämter Nordwestuckermark, Kremmen, Spreenhagen, Oder-Welse, Prenzlau-Land, Am Senftenberger See, Schipkau und Werder. Bekanntmachung des Ministers des Innern vom 20. Juli 1992. Amtsblatt für Brandenburg - Gemeinsames Ministerialblatt für das Land Brandenburg, 3. Jahrgang, Nummer 58, 12. August 1992, S. 1015–7.
2. ↑  Änderung des Amtes Oranienburg-Land Bekanntmachung des Ministeriums des Innern vom 14. Dezember 2001. Amtsblatt für Brandenburg Gemeinsames Ministerialblatt für das Land Brandenburg, 12. Jahrgang, 2001, Nummer 52, Potsdam, den 27. Dezember 2001, S. 906 PDF.
3. 1 2   Bildung einer neuen Stadt Kremmen Bekanntmachung des Ministeriums des Innern Vom 14. Dezember 2001. Amtsblatt für Brandenburg Gemeinsames Ministerialblatt für das Land Brandenburg, 12. Jahrgang, 2001, Nummer 52, Potsdam, den 27. Dezember 2001, S. 905 PDF.